# Aechmophorus clarkii
El achichilique de Clark (Aechmophorus clarkii) es una especie de ave podicipediforme de la familia Podicipedidae. Habita los humedales de Norteamérica y posee una coloración característica.

## Descripción
Vocalizaciones
Los llamados del zampullín de Clark son similares a los de su contraparte occidental, sin embargo, durante el cortejo las aves hacen un "llamado publicitario" para atraer parejas, que suena como un solo kreeeed extendido en oposición al kreed-kreet de dos notas del zampullín occidental. Los llamados del zampullín tienden a variar muy poco entre sexos.
Dieta

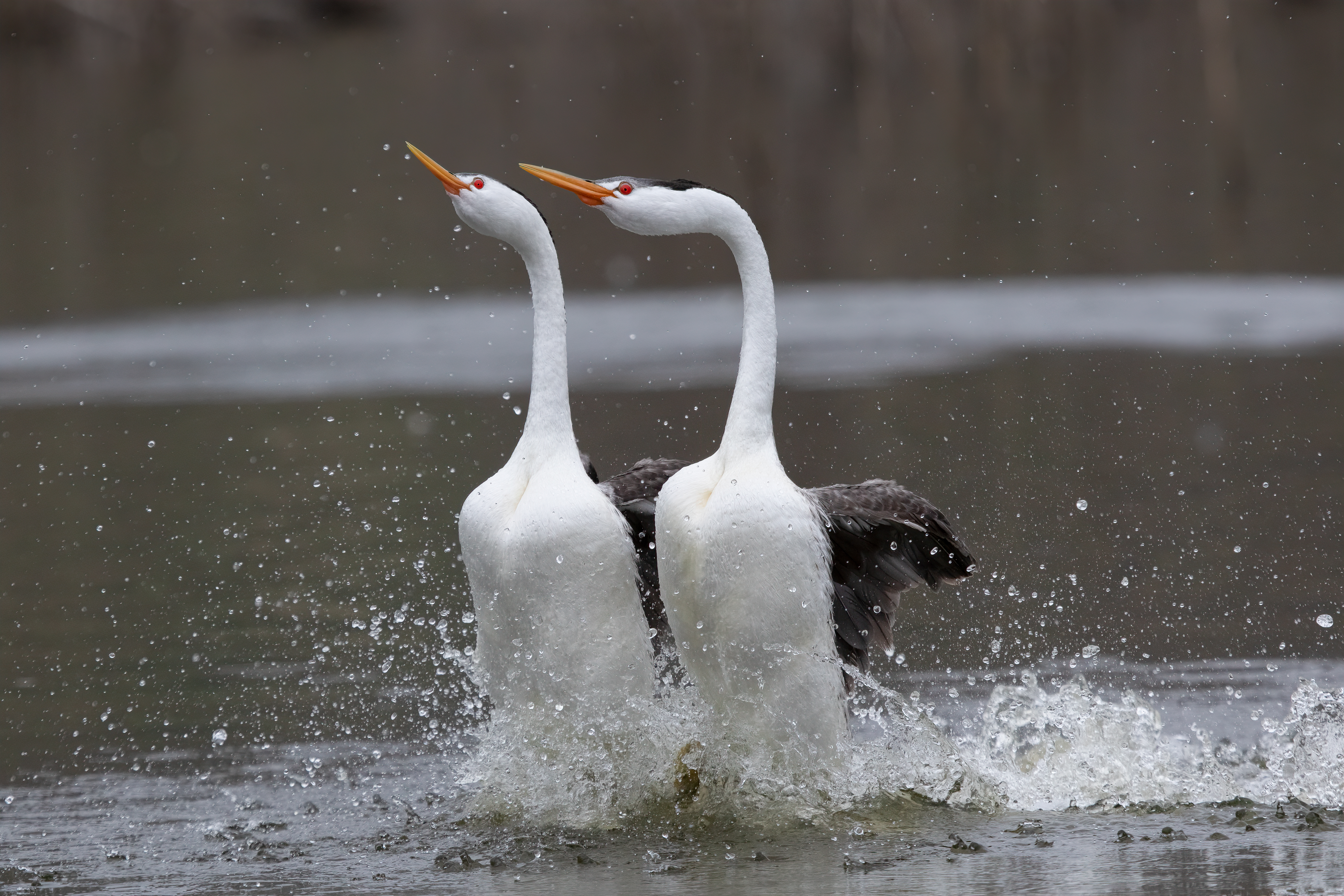
Aechmorphorus clarkii compitiendo por una presa

A principios del siglo XX, se pensaba que era un especialista en peces como resultado del examen de sus egagrópilas y el contenido de su estómago; en 1962 se demostró que el zampullín de Clark es en realidad un oportunista en lo que respecta a la comida que come y es menos exigente con su selección de lo que se imaginaba anteriormente. Esto significa que la especie en realidad consume una amplia variedad de cosas, como  crustáceos , gusanos poliquetos e insectos mientras bucea y busca sus peces pequeños preferidos, siempre que se ajusten a las restricciones de tamaño de la especie.

## Etimología
El nombre común "Clark" (y su epíteto específico clarkii ) rinde homenaje a John Henry Clark, un topógrafo estadounidense del siglo XIX que también era naturalista y coleccionista.  El nombre del género Aechmophorus proviene de las palabras griegas antiguas αἰχμά (transcritas como "aichme"), que significa "punta de lanza",  y φόρος ("phoros"), que significa "portador"; juntas se traducen como "portador de la punta de lanza" y hacen referencia al pico largo y parecido a una daga del ave.
En México se le llama achichilique pico naranja (el zampullín occidental se llama achichilique pico amarillo ).  Un nombre común defendido en España para esta ave es calque achichilique de Clark . 